# Důl Chlebovice
Důl Chlebovice byl hlubinným černouhelným dolem, který se nachází severně od vodní nádrže Košice v okrese Frýdek-Místek, v blízkosti silnice D48 (E462), severně od obce Chlebovice.

## Historie
Důl Chlebovice vznikl jako součást dolu Staříč s označením Staříč III. Po sloučení dolů Paskov a Staříč v roce 1994 v rámci útlumu těžby černého uhlí na dole Paskov je její označení Důl Paskov, důlní závod Staříč III, lokalita Chlebovice. Od 1. ledna 2015 je součástí Důlního závodu 3, který vznikl přejmenováním původního Závodu Důl Paskov.
Důl Chlebovice se nachází v nejjižnější části dobývacího pole Staříč. Dobývací pole o rozloze 18,4 km2 se nacházelo na katastrálních územích obcí Chlebovice, Fryčovice a částečně Staříč a Rychaltice. Plocha závodu Chlebovice je rozdělena na dvě důlní pole označovaná jako 3. pole a 4. pole. Obě důlní pole jsou od sebe rozdělena pomyslnou V – Z linií, která je rovnoběžná s oddílovými překopy a současně prochází výdušnou jámou Chlebovice III/5. Severně od této linie je 3. pole a 4. pole jižně. Dobývací prostor 3. pole se nachází v dílčí karbonské chlebovické elevaci, kde karbonské horniny jsou v hloubce 300 až 400 m, kdežto 4. pole má karbonské horniny v hloubce 500 až 600 m. V dobývacím poli se nacházejí sloje petřkovických a hrušovských vrstev ostravského souvrství a lokálně izolovaně jaklovecké vrstvy. Sloje petřkovických vrstev jsou nebezpečné průtržemi uhlí a plynu. Průměrná dobývací mocnost slojí byla v rozmezí 1,34–1,40 m, čistá mocnost 1,10–1,20 m. Důlní vody byly čerpány na důlním závodě Staříč čerpací stanici v hloubce 765 m .
Průzkum v chlebovické lokalitě byl zahájen v letech 1957 až 1960. Výstavba dolu byla zahájená v roce 1962 a hloubení vtažné jámy Staříč III/6 bylo zahájeno v roce 1964. K hloubení bylo použito definitivního těžního stroje 2B 6021 s pomocným těžním strojem typu BM 2500/2020-2A a definitivní ocelové těžní věže. V blízkosti vtažné jámy byla hloubena jáma výdušná, která je bez těžního zařízení, kontrola jámy se provádí mobilním havarijním dopravním zařízením. Průměr jam je 7,5 m. Hloubka jámy Staříč III/5 byla 761 m, jámy Staříč III/6 byla 948,25 m, na konečnou hloubku byla prohloubena v roce 1985.

### Údaje o dole Staříč III – Chlebovice
| název                     | druh jámy | založení      | hloubka [m] | těžba | vytěženo [t] | likvidace | dobývací pole [km2] | poznámka |
| ------------------------- | --------- | ------------- | ----------- | ----- | ------------ | --------- | ------------------- | -------- |
| Staříč III/5 – Chlebovice | výdušná   | listopad 1963 | 761         |       |              |           | 18,4                |          |
| Staříč III/6 – Chlebovice | vtažná    | červen 1963   | 948,25      |       |              |           | 18,4                |          |
| Zdroj:                    |           |               |             |       |              |           |                     |          |

### Přehled nehod na dole Staříč III, lokalita Chlebovice
| datum                                                             | SÚ | JÚ | Σ  | příčina                                                  |
| ----------------------------------------------------------------- | -- | -- | -- | -------------------------------------------------------- |
| 6. 4. 1969                                                        | 0  | 0  | 0  | exploze metanu, el. zkrat v degazační stanici na povrchu |
| 30. 12. 1976                                                      | 43 | 2  | 45 | Exploze po trhacích pracích                              |
| Vysvětlivky: SÚ = smrtelný úraz, JÚ = jiný úraz, Σ = Celkem Zdroj |    |    |    |                                                          |

Těžbu uhlí značně ovlivnila havárie 30. prosince 1976. V době havárie bylo v činnosti pět pracovišť s celkovým počtem 225 havířů. Těžba probíhala v porubu 084 321 ve sloji 22f o mocnosti 1,3–1,9 m s úklonem 40–30°, délka porubu asi 80 m, těženo z pole. Druhý porub 088331/2 ve sloji 22c o mocnosti 0,75–0,80 m s úklonem 20–30°, délka porubu asi 80 m , těženo z pole. Byla ražena úpadní prorážka 0888330/3 s úklonem díla 18–27°, ve sloji o proměnlivé mocnosti 0,4–1,77 m. A dvě pásové dělicí třídy 084 5320 (svrchní lávka) a 084 5327/1 (spodní lávka) ve sloji 22f. K neštěstí došlo mezi 17:07 a 17:08 . V 17:12 bylo podáno první hlášení a bezprostředně po hlášení byla spuštěna merkaptanová havarijní signalizace na závodě 3 a následně i do oblasti důlního pole závodu 2. V kritickém období pracovalo v podzemí 225 osob. V 18:15 prokazatelně vyfáralo 130 osob a v 19:15 bylo na povrchu 161 osob a pro ověření  a upřesnění evidence bylo zjištěno, že 45 osob bylo pohřešovaných. Zásahu se zúčastnily jednotky HBZS  v Ostravě-Radvanicích a HBZS v Orlové-Lazích. První záchranáři fárali již v 17:50. Do 22. hodiny bylo nasazeno v postižené oblasti 149 záchranářů a na povrchu připraveno dalších 71. Postupně byly překonávány zátarasy, které musely být odstraněny, překonány menší závaly a vyprošťovány oběti nehody. Poslední postižený byl vyvezen na povrch 1. ledna 1977 ve 2:15, tedy 33 hodin od vzniku nehody.